# Chevrolet G20
Pour les articles homonymes, voir G20 (homonymie).
La Chevrolet G20 est une grande camionnette produite par Chevrolet, une division de General Motors. Elle est devenue le porte-drapeau de la gamme des véhicules utilitaires de la marque, et l'archétype du van à l'américaine.

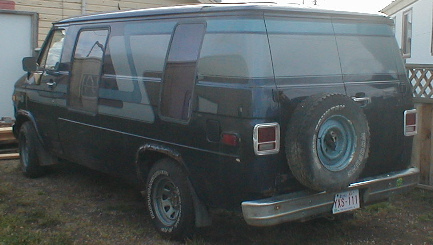
Un Chevrolet G20 1982

Le G20 et ses homologues ont remplacé la Chevrolet Corvair Greenbrier Van, et a elle-même été remplacée par la Chevrolet Express en 1996.